# Silva rerum

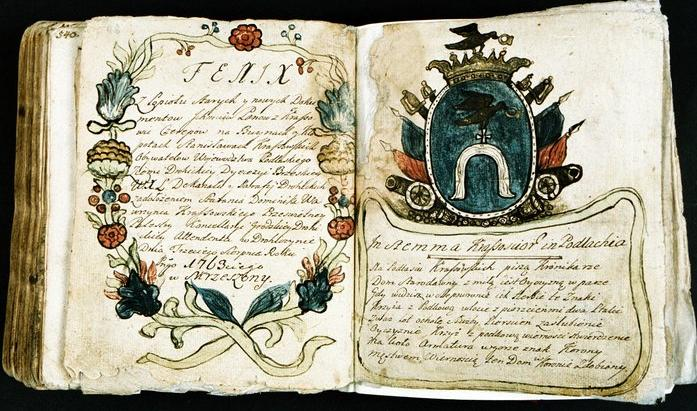
Silva Rerum роду Красовських гербу Ślepowron 1763

Silva rerum (лат. silva rerum = досл. ліс речей) — у польській термінології уживається термін sylwa. Ця назва з латині дослівно перекладається як «ліс речей», в умовному перекладі її можна означити як чернеткові нотатки або змішані записи. Традиція рукописної культури в середньовічній та ранньомодерній Європі знаходила своє виявлення в упорядкуванні збірників, своєрідних рукописних бібліотек — Silva rerum.

Синонімічними назвами для позначення таких рукописних збірників виступають також miscellanea та collectanea. Тобто, до таких книг потрапляло все, що цікавило упорядників або читачів. Майже кожна рукописна книга-збірник містить записи, які не є органічною частиною основного рукописного тексту, а відносяться до так званих мікротекстових джерел. Вони зроблені переважно переписувачами, читачами, власниками рукописних книг. Як правило, подібні записи вносились на аркуші рукопису уже після його написання. Інколи вони значно різняться у хронологічному плані. Це так звані маргінальні записи (від лат. marginus — крайній), що розміщувалися на вільних від тексту частинах аркушів рукописів, якими найчастіше виступали його форзаци, краї або береги. Звідси походить ще одна часто вживана назва — записи на берегах або ж покрайні записи. Джерельне значення покрайніх записів надзвичайно важливе. Такі матеріали прямо або опосередковано вказують на місце написання книги, ім'я її автора/переписувача, власника чи власників, дають змогу прослідкувати читацькі інтереси, мотивацію до переписання книги. Окрім цього, маргінальні записи є живим свідченням сприйняття читачами змісту тексту, присутніх у ньому ідей.

Варто відмітити, що маргінальні записи найчастіше фіксуються на книгах церковно-літургійного вжитку: октоїхах, тріодах, книгах Святого Письма, ірмологіонах тощо. Книжкова продукція такого виду часто виступала предметом дарування церквам, монастирям від конкретних людей або групи осіб, які часто залишали на сторінках книг так звані вкладні записи, що об'єднували відомості про особу дарувальника, вартість книг, час дарування . На книгах релігійного, а також дидактичного характеру (рукописних підручниках риторики, богослов'я, філософії) дуже часто фіксуються маргіналії літописного зразка, що коротко відображають хід поточних та минулих подій загальнодержавного та місцевого масштабу, описи стихійних лих тощо . Натомість покрайні записи рукописних збірників історичного змісту різняться за характером від інших. Насамперед з відомих причин на них відсутні вкладні записи. У маргінальних записах літописного характеру для історичних рукописних книг та збірників також не виникає потреби, оскільки основний зміст їх тексту є історичним наративом.

Найбільш численною групою маргінальних записів є, звичайно, інформація про приналежність книги певному власнику. Через високу вартість книги кожен новий її власник намагався зафіксувати своє ім'я на її сторінках аби убезпечити своє майно від можливих матеріальних претензій. Близькими до маргіналій власницького типу є записи, що повідомляють про авторство рукопису чи особу писаря, який займався його виготовленням. Подібність типів власницьких і авторських записів пояснюється тим, що автор чи переписувач рукопису разом з тим був і його першим власником. Втім, авторські записи на сторінках рукописних книг фіксуються доволі рідко, оскільки для традицій рукописної культури притаманна анонімність. Вона не знає авторських прав, бо рукописи не набували такого широкого поширення, як друкована книга, що не створювало для автора потреби фіксувати своє ім'я . Тим більше, що власне авторських творів у складі рукописних збірників не так і багато, це в основному списки відомих наративів та копії документів, тому атрибуція імені копіїста немала важливих підстав. Поодинокі авторизовані рукописи свідчать радше про особисті амбіції їх творців, ніж про загальне правило. Однак фіксуються випадки, коли на рукописі зазначено ім'я його переписувача. Маргінальні записи авторського та власницького типів тісно пов'язані із примітками на аркушах рукописних книг, що не мають відношення до їхнього тексту. Просто вільні аркуші використовувались як матеріал для записів господарського, родинного характеру. На рукописах часто фіксується так звана проба пера — написи, що робилися писарем перед тим, як розпочати роботу над текстом. Вони в основному зустрічаються на форзацах книг і представляють собою часто повторювані вислови на морально-етичні теми, цитати з молитов, написання титулу правлячих монархів. Проби пера можуть містити опосередковану додаткову інформацію про час створення книги, її упорядника. Написання монаршого титулу конкретної правлячої особи може свідчити про укладання збірника в період її правління, а часте вживання цитат з молитов може вказувати на священицький сан упорядника. Прикметною рисою покрайніх записів рукописних книг із світським, зокрема, історичним змістом є присутність серед них читацьких приміток, що відображають відношення до написаного тексту. Переважна частина з них не виходить за рамки конспективних приміток.

## Sylwa (польська література)
Sylwa — форма письменництва представлена в Старопольському періоді, особливо в шляхетських книгах, що бере витоки зі збірника Silvae («Сильви») римського поета Публія Папінія Стація. У цьому збірнику вміщені неоднорідні формальні тексти записані «нашвидкуруч», які різняться різноманітною тематикою.

Свого часу Ян Амос Каменський, звертаючись до активних читачів, «читачів з пером», які і виступали творцями Sylvia rerum, писав: «Записуйте все, що знайдете нового для себе і досі невідомого, що на вашу думку є прекрасним, те, що можна використати в майбутньому, чи то буде слово, думка, вислів або оповідання. Все, що блищить немов кришталь»  .

У XVI ст. на території Речі Посполитої відбувався бурхливий розвиток друкованої книжної культури, що знаходило свій вияв в існуванні великої кількості друкарень в різних регіонах держави та випуску багато найменування друкованої продукції.

Утім ситуація кардинально змінилася вже в середині XVII ст. Постійні війни, занепад міст не сприяли розвитку книгодрукування. Нечисленні друкарні обслуговували приватні інтереси, що перешкоджало доступу туди великої кількості авторів. Друкована книга стала дуже дорогою. Відтак, дешевше було скопіювати книгу самостійно чи найняти для цього спеціалістів.

З іншого боку розвиток освіти в другій половині XVII ст. створив велику читацьку аудиторію, інтелектуальні потреби якої не міг задовольнити навіть друк . 

Перші Sylwy (пол.) з'явились у Польщі в XVI ст. в часи першого безкоролів'я, яке викликало хвилю полеміки та зактивізувало політичну діяльність шляхти .

Звідси й політична тематика, що домінує в значній кількості польських рукописних збірників. Політична полеміка часів відомих рокошів Зебжидовського, Любомирського, Барської конфедерації не завжди мала можливість бути опублікованою. Тому над популяризацією і розповсюдженням даного виду текстів працювали цілі рукописні мануфактури під патронатом окремих політиків .

Утім, здебільше важко прослідкувати склад та тематику польських рукописних збірників XVII — XVIII ст. Виняток становлять так звані пам'ятні книги, в яких превалювали записи родинного характеру, а упорядниками виступали представники однієї родини впродовж кількох поколінь.

Окрім цих двох типів Silva rerum виділяють ще й книги змішаного типу, що є збірками віршів, сентенцій із інших творів . Завдяки цьому збереглися вірші Даніеля Наборовського та Яна Анджея Морштина.

Упорядники рукописних книг не завжди складали собі уявлення про їх подальшу долю. Звідси й анонімність таких текстів, адже вони розглядалися як прості нотатники . Подальшим упорядкуванням займалися читачі й пізніші власники, які для більшої зручності рубрику вали текст, робили міні-заголовки. Такі «читачі з пером» ставали фактично представниками своєрідного «авторського колективу», часові, кількісні та географічні рамки якого часто не піддаються чіткому окресленню. 

Така література мала свій вияв також в епоху постмодернізму. У практиці це виявляється у змішуванні літературних жанрів, змінності поетики і настрою, пристосовуванні стилізації та цитат, графічних додатків. Польським прикладом такого типу творчості є деякі книги Тадеуша Конвіцького, наприклад, Kalendarz i klepsydra, чи Dzienniki Едварда Стахури.